# 威廉·凯姆勒
威廉·凱姆勒（英語：William Kemmler，1860年5月19日—1890年8月6日），美國紐約水牛城出身，是歷史上第一個被以電椅進行死刑處決的人。

## 概述
凱姆勒在1889年3月29日以短柄斧殺害自己的情婦泰莉·齊格勒（Tillie Ziegler），隨後被判處死刑，定於1890年8月6日早上七點於紐約的奧本監獄（Auburn  Prison）執行。然而因為電流不足，首次電擊後威廉·凱姆勒仍有呼吸，第二次電擊讓他的皮下血管破裂流血、身體着火卻仍然不死。直至第三次電擊才死去，但已是行刑後第8分鐘。一位在場目擊的記者形容這是「一個可怕嚇人的場面，遠比絞死還糟」（an awful spectacle, far worse than hanging.）。

## 简历

### 早期的生活
凱姆勒於1860年5月9日生於費城。他的父母都是德國移民。

### 谋杀，审判和上诉
凯姆勒在1889年3月29日以一把短柄斧谋杀了他的情妇玛蒂尔达·“泰莉”·齐格勒，被判处死刑，在奥本监狱以电椅执行。他的律师提出上诉，认为电椅执行死刑是一种残酷和不寻常的惩罚。赞同将交流电作为主要的电力供应标准的支持者之一，乔治·威斯汀豪斯也表示支持他的上诉。但是上诉失败，部分原因是由于托马斯·爱迪生的州政府立场支持（爱迪生是直流电电力供应的支持者，他被推测希望利用电椅来向人们宣传交流电的危险性）。

### 执行

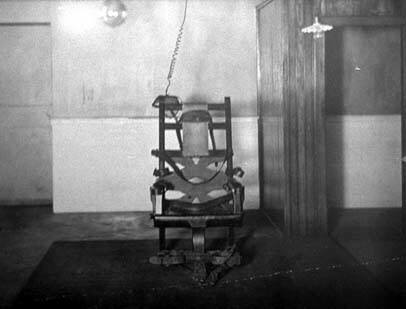
用于执行死刑的世界上首张电椅

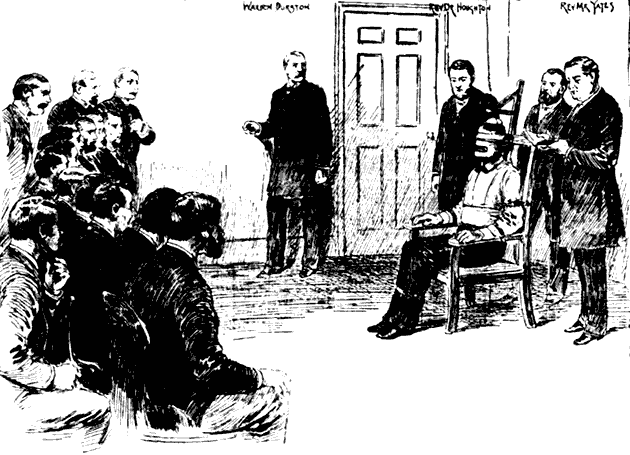
威廉·凯姆勒的死刑执行示意图，1890年8月6日

威廉·凯姆勒在行刑前曾对监狱长说：“別着急，好好幹！”凯姆勒行刑，通上第一次电流，电压为1000伏，凯姆勒渾身颤抖，十七秒後仍然活着；很快地，凯姆勒第二次通上电流，电压這次为2000伏，身上肌肉开始烧焦，他的皮下血管破裂流血、身體着火卻仍然不死。第三次通過电流時，他全身幾乎被烧成了炭，血管破裂，發出惡臭，凯姆勒終於一命嗚呼，但已是行刑後第8分鐘。一名目睹這次行刑的記者表示：“這是個可怕嚇人的場面，遠遠比起絞死糟糕。”西屋公司其後表示：“相信斬首應該會比這好一點。” 一家報紙聲稱：「交流電無疑將使絞刑劊子手在紐約州失業。」